# Lapmaster Wolters
Die Lapmaster Wolters GmbH ist ein Hersteller von Werkzeugmaschinen und -systemen mit Sitz in Rendsburg, Schleswig-Holstein. Das Unternehmen tritt unter dem Markennamen Peter Wolters auf. Das Unternehmen ist Teil der Precision Surfacing Solutions Gruppe (PSS).

## Geschichte
Das Unternehmen wurde 1804 in Mettmann, Deutschland von Peter Wolters gegründet. Zunächst galt das Unternehmen als Hersteller von Geräten für die baumwollverarbeitende Industrie. Seit 1974 befindet sich der Hauptsitz des Unternehmens in Rendsburg, Deutschland. Im selben Jahr wurde die Peter Wolters of America Inc. gegründet. 1992 gründete das Unternehmen die Vertriebs- und Serviceniederlassung Peter Wolters Asia Pte. Ltd. in Singapur, heute bekannt unter dem Namen Lapmaster Wolters Singapore. Im Jahr 1998 wurde Peter Wolters Japan gegründet.
2008 übernahm Peter Wolters die Schleifmaschinenproduktreihe des amerikanischen Unternehmens Micron Machine Tools Inc. Die Peter Wolters GmbH war 2009 Partnerunternehmen für den Wettbewerb Jugend forscht.
Das Unternehmen gehörte seit 2012 zur Lam Research Corporation mit Sitz in den USA. Im Juni 2014 gab das US-Unternehmen Lapmaster die Übernahme von Peter Wolters bekannt. Das Unternehmen wurde zu Lapmaster Wolters GmbH umbenannt. Drei Jahre später, im Jahr 2017, wurde die Lapmaster Wolters Gruppe in Precision Surfacing Solutions Group umbenannt.
2018 ließ das Unternehmen aufgrund hoher Nachfrage drei Maschinen zur Herstellung von Siliziumplatten nach Südkorea fliegen. Transportiert wurden sie vom damals weltweit zweitgrößten Transportflugzeug, der Antonow An-124. Der Transport nach Südkorea war der zweite Transport des Unternehmens durch ein Schwertransport-Flugzeug, die 20,5 Tonnen schweren Maschinen wurden sonst über den Seeweg transportiert. Erstmalig wurde vom Unternehmen ein Schwertransport-Flugzeug für eine Auslieferung nach Japan im Jahr 2007 genutzt.
2019 übernahm die Lapmaster Wolters GmbH die Sparte der Trenn- und Drahtsägen der Meyer Burger Technology AG in Thun (Schweiz), welche Photovoltaik- und Halbleiter-Wafer herstellt. Neben den Produktionsanlagen wurden auch knapp 100 Mitarbeiter aus dem Bereich der Wafertechnologie der Meyer Burger Technology AG übernommen.
Im Jahr 2021 wurde die Fertigung der Trenn- und Drahtsägen von Thun nach Rendsburg verlagert. Seitdem wurden die Trenn- und Drahtsägen unter dem Markennamen Peter Wolters in Deutschland gefertigt.

## Unternehmensstruktur
Geschäftsführer der Lapmaster Wolters GmbH ist seit Mai 2024 Ralf Meinardus. Durchschnittlich waren im Jahr 2020 etwa 264 Mitarbeiter eingestellt, davon 152 in der Produktion. Im selben Jahr erreichte das Unternehmen einen Umsatz von knapp 81 Millionen Euro. Rund 70 % des Umsatzes wird in Deutschland erwirtschaftet, weiterhin ist das Unternehmen vor allem auf dem asiatischen Markt vertreten.
Die PSS Gruppe wächst durch den Erwerb von Beteiligungen in der Branche. Neben Peter Wolters und Lapmaster gehören Marken wie Elb, Micron, Aba, Reform und Kehren zur PSS Gruppe. Das Unternehmen betreibt Produktionsstätten im Hauptstandort Rendsburg, in Illinois, USA und in Ivybridge, UK.

### Beteiligungen
- Lapmaster Wolters Japan Co. Ltd.
- Lapmaster Wolters Singapore Pte. Ltd.
- PW WaferTec GmbH
- PSS Korea Co., Ltd.[1]

## Produkte
Die Lapmaster Wolters GmbH ist ein Entwickler, Hersteller und Vertreiber von hochpräzisen Werkzeugmaschinen und -systemen zur Präzisionsoberflächenbearbeitung (Läppen, Honen, Polieren, Feinschleifen und Trennen/Sägen) verschiedener Werkstoffe. Die Maschinen werden bei Unternehmen der Halbleiterindustrie, metallverarbeitenden Industrie, der Elektronik-, Keramik-, Glas- und Autoindustrie eingesetzt.
Die Maschinen des Unternehmens werden vor allem für die Bearbeitung von Silizium-Wafer für die Halbleiterindustrie und für Photovoltaik-Wafer genutzt. Unter anderem bearbeitet das Unternehmen mit ihren Maschinen Silizium-Wafer, welche als Basis für den Aufbau von Microchips fungieren.